# 맛있는 청혼
《맛있는 청혼》은 2001년 2월 7일부터 2001년 3월 29일까지 방영된 MBC 수목 미니시리즈이다.
2019년 2월 18일 새로 개국한 MBC ON에서 다시 방송 중이다.

## 줄거리
요리에 대한 적성과 열성을 가진 젊은이들이 요리를 통해 자기 일과 사랑을 찾아가는 모습을 다소 코믹한 분위기로 그린 전문 직업 드라마이다.

## 등장 인물

### 주요 인물
- 정준 : 김효동 역
- 손예진 : 장희애 역
- 소유진 : 마시내 역
- 소지섭 : 장희문 역

### 주변 인물
- 박근형 : 김갑수 역
- 선우용녀 : 장태광 아내 역
- 김용건 : 장태광 역
- 정원중 : 조팽달 역
- 이혜숙 : 권미숙 역
- 박광정 : 윤칠성 역
- 김규철 : 박영국 역

### 그 외 인물
- 김인문 : 왕사부 역
- 지성 : 오준수 역
- 홍수현 : 홍주리 역
- 한미진 : 김지우 역
- 권상우 : 이춘식 역
- 김지우 : 미미 역
- 김용희
- 김세준
- 서범식
- 송재윤
- 이종혁
- 이숙
- 장정희
- 김형일
- 이도련
- 박주희
- 정한헌
- 유현철
- 전원주
- 선우은숙

## 참고 사항
- 마시내 역은 당초 박진희가 캐스팅되었으나 상대배우인 김효동 역에 정준이 뒤늦게 캐스팅되자 영화 《하면 된다》에서 일어난 스캔들에 대한 부담감으로 도중하차 의사를 밝혀 소유진이 대타로 들어갔다.[1]
- 김효동 역에 코믹 연기를 강화할 필요성을 느꼈던 제작진은 김래원에서 정준으로 교체한 바 있었다.[1]
- 아울러, 같은 소속사였던 양미라도 김래원의 하차에 따라 출연을 포기하여 홍수현이 대타로 들어갔다.[2]
- 일본 만화 미스터 초밥왕의 분위기가 있다는 지적을 받았다.[3]

## 수상
- MBC 연기대상 신인상 소유진, 손예진, 곽태근